# Glicerin-trinitrát
A glicerin-trinitrát (más néven nitroglicerin vagy robbanóolaj; INN: glyceryl trinitrate) a glicerin salétromsav-észtere. Színtelen, viszkózus folyadék, amelyet a gyógyszeripar és a robbanóanyag-ipar is alkalmaz.

## Tulajdonságai
Tiszta állapotban színtelen, szagtalan, nehezen megszilárduló, viszkózus folyadék, szilárd állapotban ütésérzékenysége kisebb, dörzsérzékenysége nagyobb. Szilárd állapotban két módosulata ismert, az 1,73 g/cm³ sűrűségű módosulat labilis, az 1,60 g/cm³ sűrűségű pedig stabilis tulajdonságú. Termikusan labilis, a melegedési sebességtől függően 180-215 °C hőmérsékleten spontán felrobban. Robbanási hőmérséklete 4250 °C, detonációsebessége 8200–8500 m/s. 1 kg nitroglicerinből 715 dm³ gáz-halmazállapotú bomlástermék képződik. Robbanáskor oxigén is felszabadul, ezért a folyamat oxigénmérlege pozitív. Szerves oldószerek közül sokban jól oldódik, valamennyire vízoldható. Önmagában is jó oldószer, a nitrovegyületeket jól oldja.

## Nevezéktani kiegészítés
A köznyelvben elterjedt név (nitroglicerin) alapvetően hibás elnevezés, mert a szerves kémiában nitrovegyületeknek a szén–nitrogén-kötéssel kapcsolódó vegyületeket jelölik. Jelen esetben a glicerin (háromértékű alkohol) salétromsavas észteréről van szó, ahol szén–oxigén–nitrogén-kötés található. Így nevezéktanilag helytelen „nitroglicerinről” beszélni. A különbség nemcsak a nevezéktanban mutatkozik meg, hanem a vegyület előállításában is. Míg például a TNT (trinitrotoluol) előállításakor nagyon erélyes körülményekre van szükség a harmadik nitrocsoport beépítéséhez, addig a „glicerin-trinitrát” vagy másként 1,2,3-trinitroxipropán előállítása könnyen lejátszódó észterezési reakció.

## Külső hivatkozások
- Robbanóanyagok világa, 1. rész
- Robbanóanyagok világa, 2. rész
- Robbanóanyagok világa, 3. rész